# Къде си, Аляска
„Къде си, Аляска“ е първият роман на Джон Грийн, публикуван през март 2005 от Dutton Juvenile. Базиран на времето му, прекарано в Индиан Спрингс Скуул, Грийн пише романа в резултат на желанието си да създаде смислен билдунгсроман. Героите и смъртта в сюжета са свързани с живота на Грийн, но самата история е художествена измислица.